# Klepel

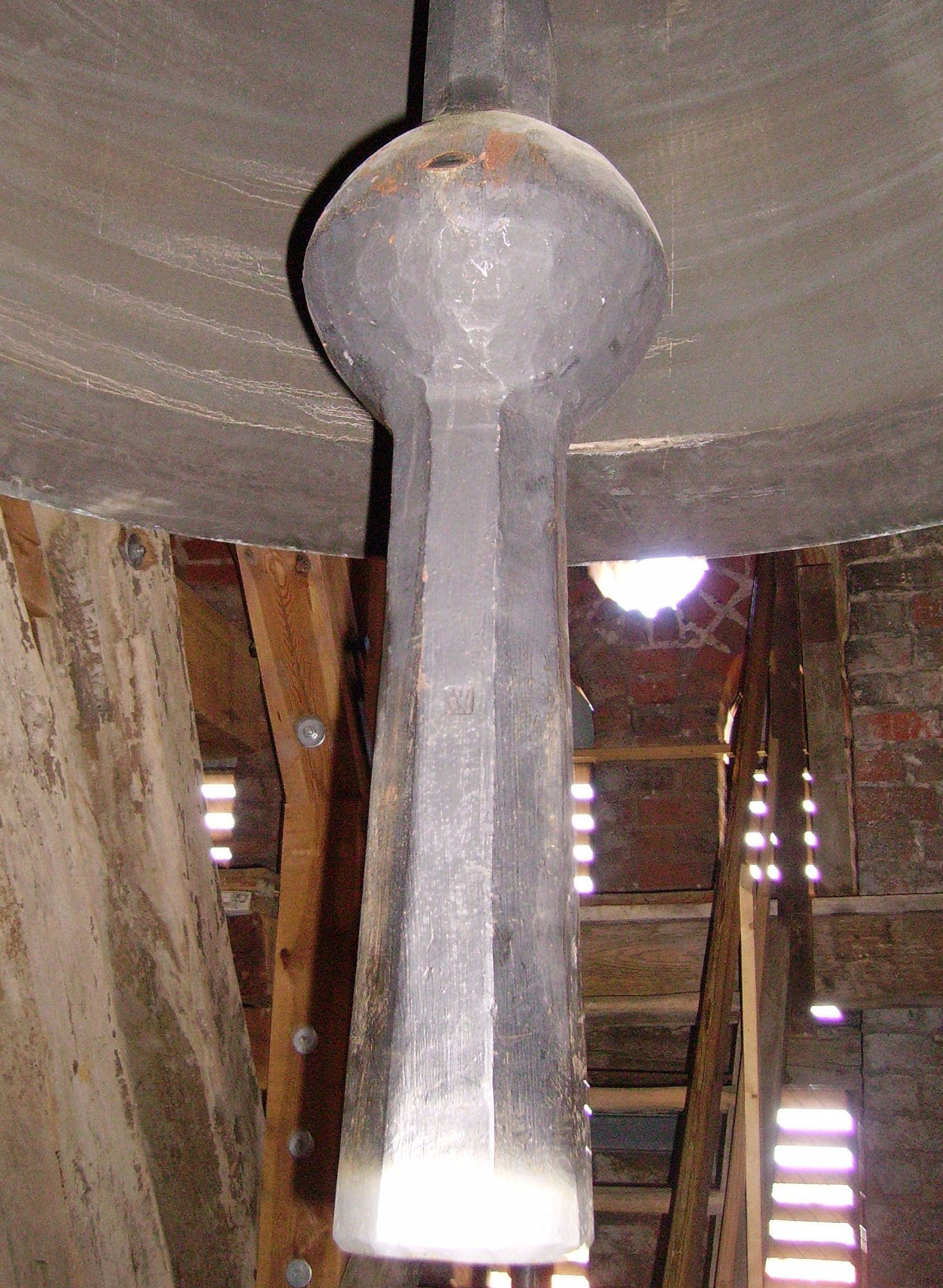
Klepel

Een klepel is een vaak metalen staaf met een verdikking. In een klok is het een onderdeel dat wordt gebruikt om klanken voort te brengen. Daarnaast hebben veel klokken een hamer die tegen de klok slaat om de hele, en eventueel halve, uren te laten horen. Bij sommige rouwplechtigheden wordt de klepel omkleed met leer om een doffer geluid te produceren. 
Houten klepels worden gebruikt bij het bespelen van klankschalen en cimbalen.

## Spreekwoord
- Het spreekwoord "Hij heeft de klok horen luiden, maar hij weet niet waar de klepel hangt" betekent dat iemand ergens wel over heeft gehoord, maar niet precies weet hoe het zit.